# Orthonops
Orthonops es un género de arañas araneomorfas de la familia Caponiidae. Se encuentra en Estados Unidos y México.

## Lista de especies
Según The World Spider Catalog 12.0:
- Orthonops gertschi Chamberlin, 1928
- Orthonops giulianii Platnick, 1995
- Orthonops icenoglei Platnick, 1995
- Orthonops iviei Platnick, 1995
- Orthonops johnsoni Platnick, 1995
- Orthonops lapanus Gertsch & Mulaik, 1940
- Orthonops ovalis (Banks, 1898)
- Orthonops overtus Chamberlin, 1924
- Orthonops zebra Platnick, 1995